# Pelión (Caonia)
Pelión, también Pellion o Pelium (en griego: Πήλιον, Πέλλιον o Πήλεον), fue un asentamiento fortificado de la tribu caonia de los dasaretas, ahora situado en Goricë e Madhë, Albania, en la frontera entre la antigua Iliria y Epiro. Pelión más tarde sirvió como fortaleza fronteriza de Macedonia. En algún momento en el 335 a. C., justo antes de la batalla de Pelión, fue ocupada por los dardanios, dirigidos por Clito de Dardania, que luchó junto a Glaucias de los Taulantios contra Alejandro Magno.